# Giang Môn

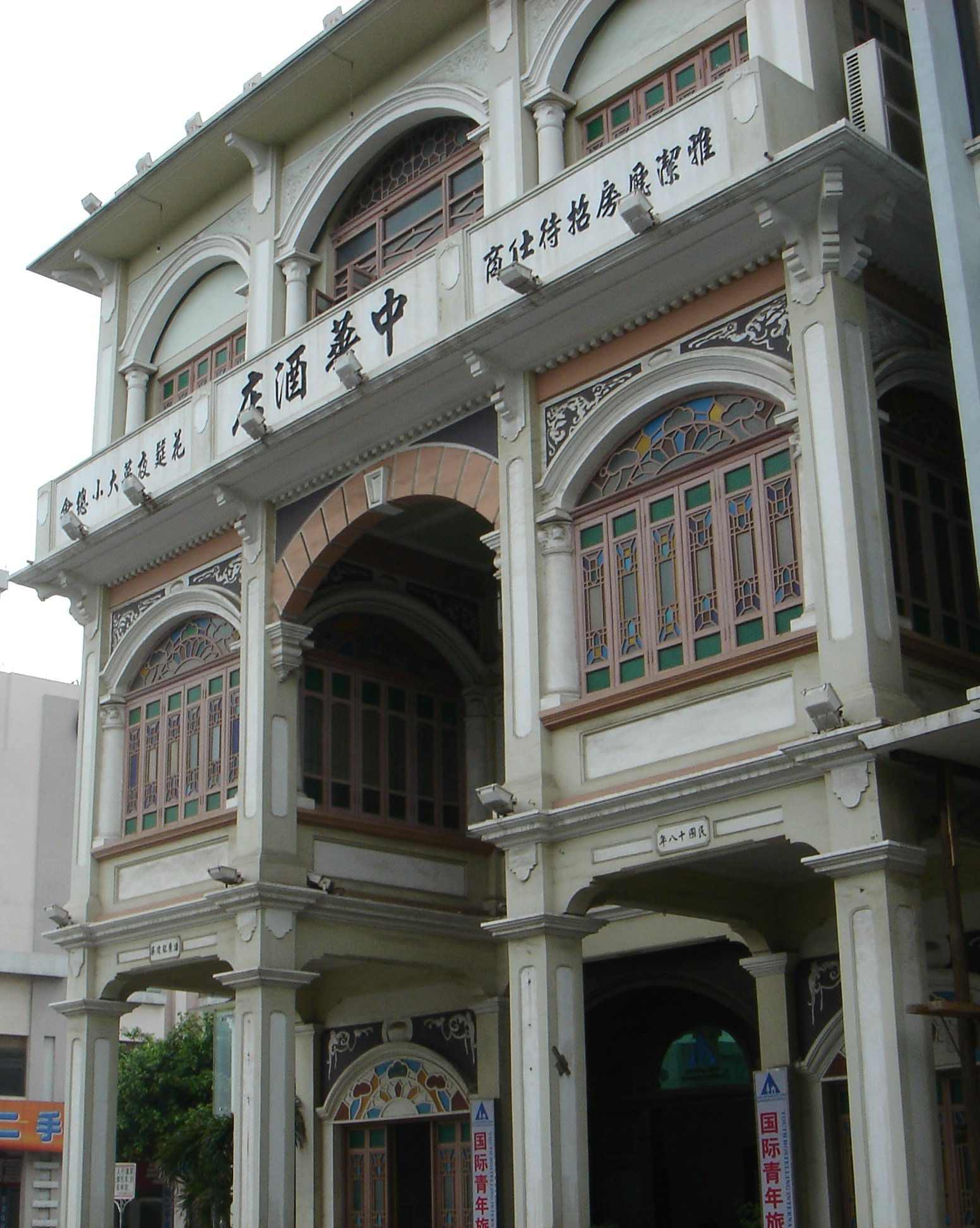
"Trung Hoa tửu điếm" ở Giang Môn.

Giang Môn (江門) là một thành phố cấp địa khu (địa cấp thị) ở Quảng Đông, Trung Quốc với dân số 3,8 triệu người.

## Hành chính
Giang Môn có 3 quận (khu), 4 thành phố cấp huyện:
- Các quận: Bồng Giang, Giang Hải, Tân Hội.
- Các thành phố cấp huyện: Đài Sơn, Khai Bình, Hạc Sơn, Ân Bình.